# غوستافو باتشيكو
غوستافو باتشيكو (بالإسبانية: Gustavo Pacheco Maestre)‏ هو مجدف أرجنتيني، ولد في 12 مايو 1965.

## وصلات خارجية
- غوستافو باتشيكو على موقع الاتحاد الدولي للتجديف (الإنجليزية)
- غوستافو باتشيكو على موقع أوليمبيديا (الإنجليزية)